# Stefano Colonna il Vecchio

Stemma della famiglia Colonna

Stefano Colonna, detto il Vecchio (1265 circa – 1348), è stato un nobile italiano membro della famiglia Colonna, era fratello minore di Agapito e del cardinale Pietro Colonna e di Sciarra Colonna, nonché nipote di Giacomo. Da lui discende il ramo di Palestrina della famiglia Colonna.

## Biografia

### Origini e primi incarichi
Stefano Colonna nacque attorno al 1265. Suo padre era Giovanni di Oddone, mentre da parte materna era imparentato con la famiglia nobile romana degli Orsini.
A partire dal 1289 iniziò a ricoprire varie cariche pubbliche nell'ambito dell'amministrazione delle terre sotto il controllo della Chiesa: in particolare, nel 1289 divenne Rettore della provincia di Romagna, le cui principali città all'epoca erano al centro dello scontro tra guelfi e ghibellini. Nel 1289, in virtù della sua carica, fu invitato da papa Niccolò IV a mediare tra le famiglie dei Malatesta e dei Da Polenta, in contrasto a seguito dell'assassinio di Francesca da Polenta da parte del marito Gianciotto Malatesta, avvenuto nel 1285. Fu proprio grazie all'intervento di Stefano Colonna che le due famiglie infine si riappacificarono nel 1290.
Inoltre, sempre grazie al suo intervento i Malatesta poterono lo stesso anno rientrare a Rimini. Tornato a Roma, Stefano Colonna fu nominato senatore nel 1292.

### Lo scontro con Bonifacio VIII e l'esilio
Quando nel 1294 salì al soglio pontificio Bonifacio VIII, appartenente alla famiglia dei Caetani, emersero drammaticamente i contrasti tra questi e i Colonna, che malvedevano il crescente potere che i Caetani stavano acquisendo in territorio laziale e che metteva in pericolo la loro supremazia.
Lo scontro tra le due famiglie raggiunse il culmine nel maggio del 1297, quando Stefano Colonna, a seguito di un'imboscata, si impadronì di un ingente tesoro appartenente ai Caetani. Lo smacco fu tale che subito Bonifacio VIII pretese dai cardinali Giacomo Colonna e Pietro Colonna la restituzione dell'intero bottino, la cessione di alcune terre e la consegna dello stesso Stefano Colonna. I due accettarono le richieste del pontefice, ma non vollero consegnare il loro parente, e nel mentre prepararono la loro contromossa: riunitisi al castello di Lunghezza redassero l'omonimo manifesto, con cui dichiaravano che la nomina di Bonifacio VIII a papa era da considerare illegittima, lo dichiaravano perciò decaduto e invitavano i fedeli a non obbedirgli più. Per contro, il papa lo stesso giorno emanò la bolla In excelso throno con cui dichiarò decaduti i due cardinali Colonna, poi ne emanò una seconda, chiamata Lapis abscissus, con cui scomunicò i Colonna e ne confiscò i beni, costringendoli a lasciare Roma. Stefano Colonna fu però tra coloro che continuarono ad opporsi al papa, il quale quindi organizzò una crociata contro i Colonna, arrivando a devastare Palestrina. A sancire la vittoria di Bonifacio VIII fu anche l'atto di sottomissione compiuto dai cardinali Giacomo e Pietro Colonna e dallo stesso Stefano, i quali, consigliati dal cardinale Giovanni Boccamazza, accettarono di recarsi dal pontefice a Rieti in abiti umili, chiedendo perdono e accettando l'autorità di Bonifacio VIII.
Questo però non bastò ai Colonna ad evitare che i loro beni fossero confiscati e per loro si aprì la strada dell'esilio: Stefano Colonna si trasferì insieme al fratello Sciarra in Francia, dove ricevette gran considerazione da parte del re Filippo il Bello.
Quando nel 1300 Bonifacio VIII indisse il Giubileo, emanò anche la bolla Antiquorum habet fida relatio, con la quale istituì le indulgenze, escludendo però ufficialmente dal perdono la famiglia Colonna con tutti i suoi sostenitori.

### Il ritorno a Roma: tra guelfi e ghibellini
Fu solo nel 1303, a seguito dell'episodio noto come Schiaffo di Anagni che sancì la sconfitta di Bonifacio VIII, il quale morì pochi mesi dopo, che Stefano Colonna poté rientrare a Roma, ottenendo anche la restituzione delle proprie terre per disposizione di papa Clemente V. Nonostante il favore del papa, quando nel 1310 l'imperatore Enrico VII scese in Italia con l'intenzione di farsi incoronare a Roma dal papa, Stefano Colonna gli andò incontro per accoglierlo e si mise al suo servizio, comandando un gruppo di soldati imperiali nell'assedio di Brescia del 1311. Lui e il fratello Sciarra Colonna furono al fianco dell'Imperatore anche durante l'attacco a Roma. Stefano Colonna però rifiutò l'investitura feudale da parte di Enrico VII e permise la pacificazione della città.
Negli anni successivi Stefano Colonna si impegnò per cercare di recuperare le terre e il patrimonio di famiglia, cosa che lo portò a scontrarsi con la famiglia degli Orsini. Ad affiancarlo nella lotta vi fu ancora una volta il fratello Sciarra. A differenza del fratello però, Stefano Colonna si dimostrò meno fedele alla causa ghibellina, che pure aveva sostenuto ai tempi di Enrico VII. Quando nel 1327 l'imperatore Ludovico il Bavaro scese in Italia con lo scopo di conquistare la penisola e la stessa Roma, indebolendo quindi la posizione di papa Giovanni XXII, i due fratelli Colonna si ritrovarono a combattere in due schieramenti opposti: Stefano parteggiò per la fazione guelfa, sostenendo il papa e Roberto d'Angiò, re di Napoli, nonché principale oppositore di Ludovico il Bavaro, mentre Sciarra si schierò a fianco dell'imperatore. Quando Sciarra si impadronì della città per conto di quest'ultimo, Stefano Colonna non esitò ad organizzare una spedizione contro di lui: in un primo momento Stefano Colonna sembrò avere la meglio, poi però Sciarra Colonna prevalse e la città cadde nelle mani di Ludovico, il quale si fece incoronare imperatore in San Pietro per mano dello stesso Sciarra Colonna.
Nel dicembre dello stesso anno uno dei suoi figli, Giovanni, divenne cardinale, e questo rafforzò il sostegno del padre Stefano alla causa guelfa e angioina: nel marzo del 1328 Stefano Colonna, alla guida dell'esercito angioino, tentò di riprendere la città, ma fu nuovamente sconfitto e poté rimettere piede a Roma solo in seguito alla ripartenza dell'imperatore.

### Gli ultimi anni: lo scontro con Cola di Rienzo
Negli anni successivi il Vecchio ricoprì più volte la carica di senatore di Roma, e al contempo proseguì le sue guerre contro i Caetani e gli Orsini. Proprio mentre era impegnato in una spedizione contro la città di Corneto nel 1347, l'ormai ottantenne Stefano Colonna fu costretto a rientrare precipitosamente a Roma quando seppe che Cola di Rienzo aveva sollevato il popolo contro i baroni e promulgato i suoi ordinamenti dello buono stato che prevedevano, tra le altre cose, che i baroni non potessero più proteggere i malfattori, nonché l'eliminazione dell'intermediazione degli stessi baroni nella riscossione di tributi e pedaggi e l'ordine di restituire alla città le terre usurpate e di rinunciare ad avere fortezze private. La reazione di Stefano Colonna, come quella di tutti i baroni, restii all'idea di rinunciare al loro potere e ai loro privilegi, fu rabbiosa: tornato a Roma, stracciò dinanzi a tutti gli ordinamenti di Cola dicendo «io lo farraio iettare dalle finiestre de Campituoglio!». Quando però Cola chiamò il popolo a sua difesa, Stefano Colonna, non riuscendo ad influenzare in alcuna maniera il nuovo governo, fu costretto a fuggire da Roma. In seguito a tutti i baroni verre recapitato l'ordine di lasciare la città. Vistosi sconfitto, il Vecchio accettò, come molti altri nobili, di tornare a Roma per prestare giuramento di fedeltà al nuovo governo. Il comportamento di Cola di Rienzo nei confronti dei nobili fu però ambiguo: se in alcuni momenti adottò misure intimidatorie nei loro confronti, in altri casi si mostrò indulgente. Nel settembre del 1347 Cola di Rienzo invitò in Campidoglio Stefano Colonna e altri nobili, arrestandoli con l'accusa di cospirazione e condannadoli a morte. Dopo averli tenuti due giorni in isolamento, Cola di Rienzo cambiò però improvvisamente idea, liberando i baroni e permettendo loro di tornare ai loro castelli. I baroni però non ricambiarono questo apparente gesto di magnanimità e cominciarono anzi a tramare per rovesciare con la forza il governo di Cola. Nell'occasione, Stefano Colonna radunò un esercito di 700 cavalieri e 4000 fanti per attaccare Roma. Il 20 novembre 1347 si ebbe la battaglia decisiva tra i baroni e l'esercito di Cola a Porta San Lorenzo: lo scontro si concluse con la vittoria delle milizie guidate da Cola. Nel corso della battaglia persero la vita il figlio del Vecchio, Stefano Colonna il Giovane, nonché Giovanni Colonna, figlio del Giovane e nipote di Stefano Colonna il Vecchio. Quando la notizia giunse a Palestrina, dove si trovava Stefano Colonna il Vecchio, dopo essere stato informato di aver perso un figlio, un nipote ed altri congiunti nel fiore dell'età, questi rispose: "Sia fatta la volontà di Dio: però è certo miglior cosa morire, che sopportare il giogo di un villano".
Stefano Colonna il Vecchio non sopravvisse di molto al figlio e al nipote, morendo nel 1348.

## Discendenza
Nel 1289 Stefano Colonna sposò Gaucerande, figlia di Giordano IV, signore di L'Isle-Jourdain, dalla quale ebbe:
- Giovanni (1295-1348), cardinale
- Lorenzo, religioso
- Agapito, vescovo di Luni nel 1344
- Giovanna
- Margherita, sposò Giovanni Conti
- Stefano (1300-1347), politico
- Enrico (?-1347)
- Giordano (?-1351), vescovo di Luni
- Agnese, sposò Orso dell'Anguillara
- Giacomo (1300-1341), vescovo di Lombez

Stefano Colonna ebbe anche tre figli naturali legittimati:
- Oddone, religioso
- Luca, religioso
- Pietro Camillo, religioso